# Leonardo de Puerto Mauricio
San Leonardo de Puerto Mauricio (Puerto Mauricio, Génova, 20 de diciembre de 1676 - Roma, 26 de noviembre de 1751) fue un fraile de la Orden de los Hermanos menores reformados de la estricta observancia que formó parte de la Riformella. Ideó y propagó la práctica del viacrucis.

## Biografía
Hijo de Domenico Casanova y Anna Maria Benza, fue bautizado con el nombre de Paolo Gerolamo. Su madre murió cuando solo tenía dos años de edad. Su padre se volvió a casar con Maria Ridolfo, natural de Artallo (del municipio de Imperia. Fue el padre quien dio a Leonardo las bases religiosas que inspiraron su vida. Domenico Casanova era armador y hombre de mar. Como voto de castidad había estipulado que no se admitieran mujeres entre los pasajeros de sus barcos.
En 1688, a la edad de doce años, Leonardo deja Liguria y, quizás animado por su padre, se dirige a Roma, a casa de su tío Agostino Casanova, para cursar estudios superores de Literatura y Filosofía.
A los 19 años siente la vocación y se le admite como novicio en el Orden Franciscano. El 17 de agosto de 1702, con 26 años, se ordena sacerdote.
Vuelve a Porto Mauricio tras 16 años de ausencia de Ligura al estar enfermo grave y por indicación de los médicos que le habían aconsejado volver a su clima natal. Allí permanece de 1704 a 1709. En 1709 se cura milagrosamente de la tuberculosis que había contraído, se cuenta que por intercesión de la Virgen María.
En 1709 sus superiores franciscanos de Roma le envían a Florencia para fundar un conventoː el convento de San Francesco all'Incontro. Desde este convento comienza su larga vida de apostolado y pasa por todas las regiones de la Italia septentrional y central. Llega a adquirir una fama notable hasta el punto de que, en 1743, las autoridades de la República de Génova piden al Papa su presencia allí.

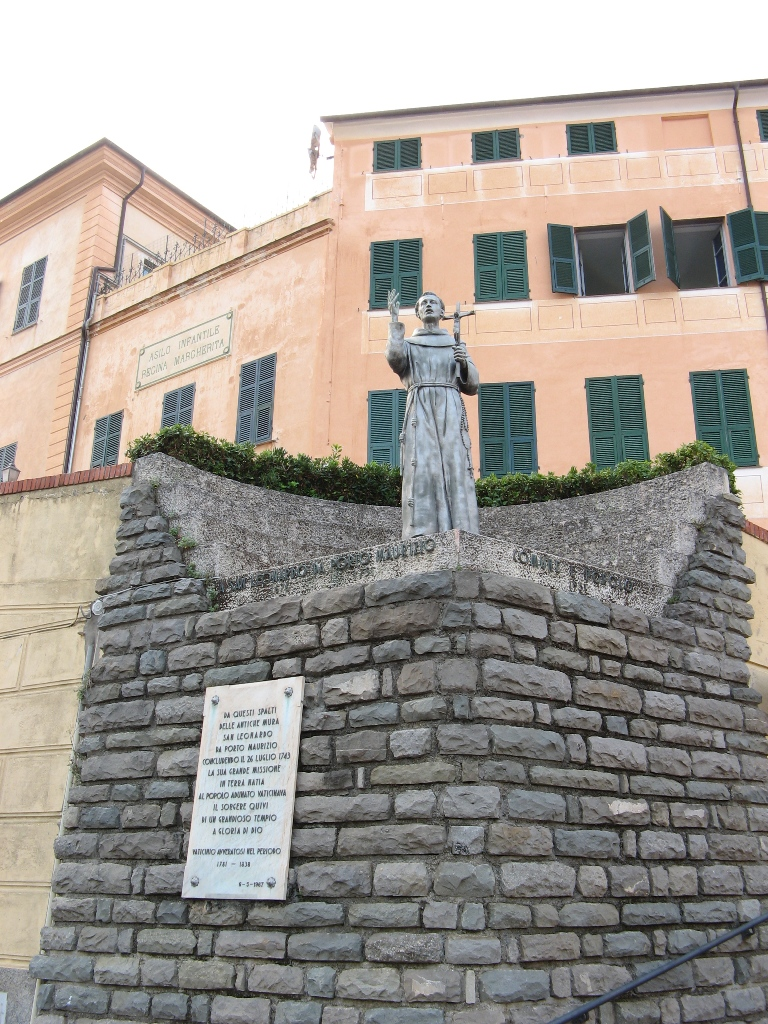
Estatua en Porto Maurizio.

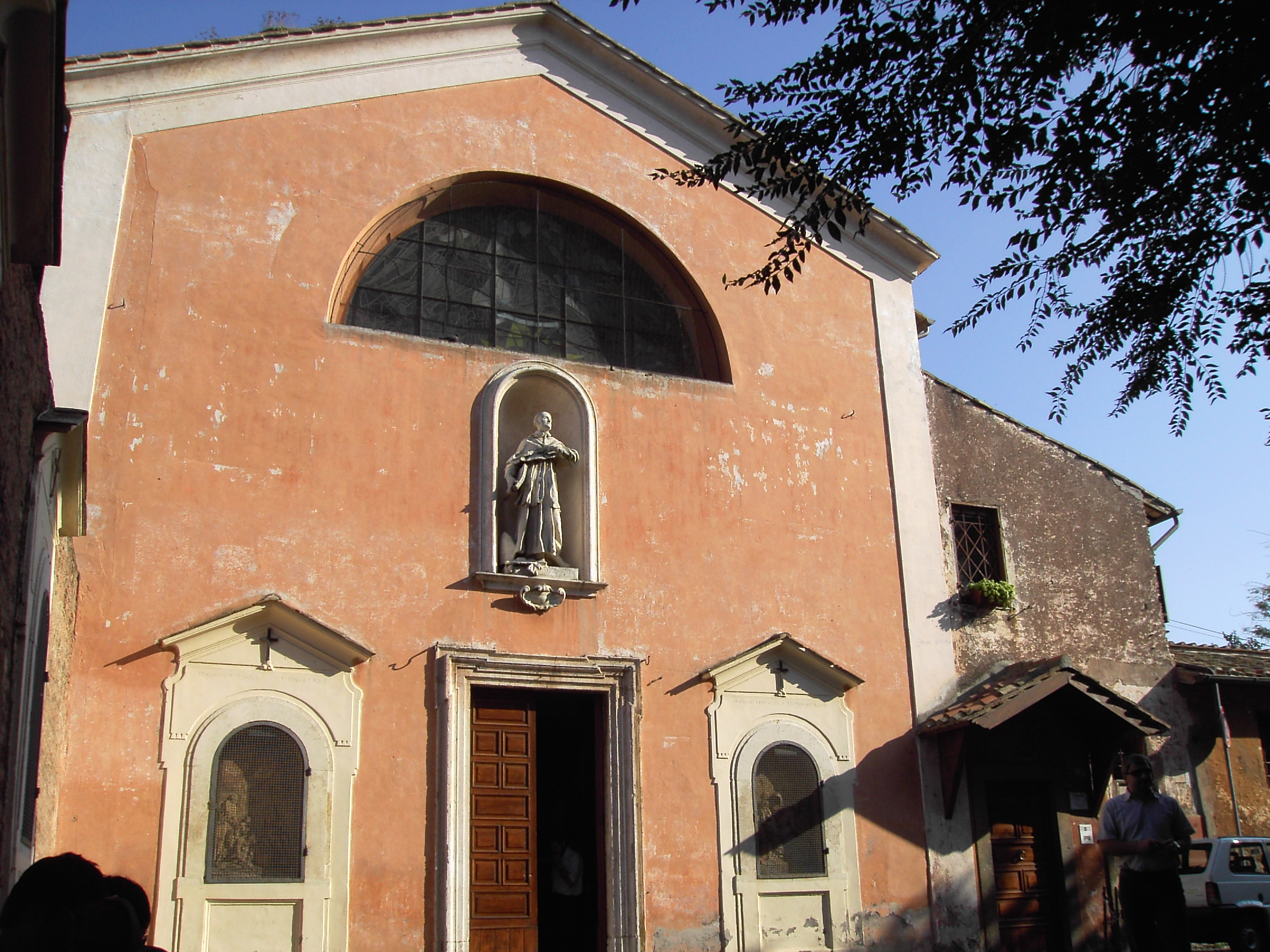
S. Bonaventura al Palatino (Roma), convento donde vivió y fue enterrado el santo.

El pontífice da el plácet a esta petición y Leonardo parte de Roma, pasa por Florencia y, desde aquí, se embarca en Livorno camino de Génova. En Génova es recibido por la ciudadanía, que le espera con impaciencia para escucharle. El día siguiente a su llegada el superior del Convento de la Paz de la orden de los Hermanos Menores Reformados le pide que haga una prédica en su iglesia. Leonardo acepta y maravilla con su palabra a una multitud congregada en la gran iglesia (hoy destruida). Este éxito mueve a los Colegios Deliberativos de la República de Génova a concederles amplias facultades para ejercer su ministerio apostólico en toda la Riviera de Poniente.
Sus conciudadanos de Porto Maurizio le homnajean. Después marcha directo a Finale Ligure donde cuatro de sus compañeros enferman, por lo que decide esperar a que sanen. Durante la espera se le llama para continuar con sus misiones en Génova. Para que pueda dar sus pláticas se le prepara un palco a las puertas de la iglesia de "Santa María de la Paz", cuya plaza se llena de fieles. El sitio es insuficiente para la multitud, por lo que se procede a preparar la oración cerca del río Bisagno, en la explanada, cerca de la iglesia de la Paz. Aquí aconseja que se ponga la efigie de Jesús en los dinteles de las puertas de las casas. A raíz de esto, los Serenísimos Colegios de la República mandan hacer una de mármol y letras de bronce con los nombres de Jesús y de María. Ese bajorrelieve se puso en la puerta del Puente Real el día de San Juan Bautista en 1743, acompañado de salvas de cañón en el puerto y por toques de campana de las iglesias de la ciudad. Se recomendó que en todas las ciudades y lugares amurallados de Ligura que se pusieran sobre sus puertas las mismas figuras con los nombres de Jesús y de María.
El Serenísimo Colegio de Génova consiguió que el Papa les permitiera mantener allí a Leonardo y poderlo enviar a Córcega. Leonardo fue allí tras haber completado las misiones de Lucca y de Pistoya. En 1744, en Viareggio lo recoge una falúa que lo lleva a un barco que transita por el golfo de La Spezia, el cual le lleva a Córcega.
Entonces Córcega vivía tiempos difíciles por las insurrecciones separatistas contra la República de Génova. Leonardo permanece allí hasta noviembre de 1744, tras haber trabajado en su pacificación con sus sermones. Ese mes embarca en la galera capitana de la república genovesa llegando en pocos días a Porto Venere. Aquí permanece cinco días y luego marcha a Génova donde sigue, incansable, su actividad predicativa. En la catedral genovesa los canónigos levantan un palco, ricamente adornado, sobre el que Leornardo sigue con su misión junto al arzobispo, al Dux y a la cohorte de nobles y plebeyos que acuden ante su presencia.
De Génova parte hacia ambas Rivieras, donde efectúa varias prédicas. Estando en Chiavari le llega una carta de su Pare General y de la Secretaría de Estado de la República que le ordena volver a Córcega para que completara sus predicaciones. En esta situación se mueven por el territorio las tropas austroalemanas debido a la guerra entre Saboya y Génova. Por esta causa no puede atraer grandes multitudes para que escuchen sus sermones por lo que solicita y obtiene del arzobispo licencia para ir de Levanto a Lucca. De camino visita el Santuario de Santa María del Monte, donde se queda en la celda número 20, dedicándose a realizar intensos ejercicios espirituales. Es aquí donde escribe uno de sus "Propósitos" (Proponimenti), que compuestos en 1717, renovó en 1735.
Tras la primavera de 1745 parte de Génova, a donde ya no volverá. Transita por Liguria y otras regiones italianas y muere en Roma, en el convento de San Buenaventura al Palatino, el 26 de noviembre de 1751.
Durante su vida fue apóstol de las "Tres Avemarías"; gracias a él esa oración tuvo una gran difusión. Predicaba constantemente las excelencias de esta piadosa práctica, y no se cansaba de recomendarla a los confesores para que éstos la inculcasen en sus penitentes.
Fue un gran admirador e imitador de San Pedro de Alcántara. Como misionero recorrió los caminos de Italia durante cuarenta años, predicando 339 misiones, de las que destacan las de Roma durante el jubileo del año 1740. También se le debe la preparación por el Año Santo de 1750, que culminó con la inauguración solemne de las estaciones del viacrucis en el Coliseo.
Fue canonizado en 1867 por el papa Pío IX y nombrado patrón de las misiones populares por el papa Pío XI en 1923.

## Leyendas
- La primera versión biográfica publicada narraba que Leonardo, en un cierto momento de su vida, por cuestiones que le hicieron discutir y litigar con sus paisanos, decidió marcharse de Porto Maurizio y que, antes de embarcarse y dejar el suelo portuario, se quitó las sandalias no queriendo llevar consigo ni siquiera el polvo de este lugar.[3]